# Mahalaxmi (Lalitpur)
Mahalaxmi (Nepali महालक्ष्मी) ist eine Stadt (Munizipalität) im Kathmandutal in Nepal und gehört zum Ballungsraum Kathmandu.
Die Stadt liegt im Nordosten des Distrikts Lalitpur und grenzt im Nordwesten an die Stadt Kirtipur und die Distrikthauptstadt Lalitpur. Karyabinayak entstand Ende 2014 durch Zusammenschluss der Village Development Committees (VDCs) Imadol, Lamatar, Lubhu, Siddhipur und Tikathali. Die Stadt wurde nach dem Mahalaxmi-Tempel benannt.

## Einwohner
Bei der Volkszählung 2011 hatten die VDCs, aus welchen die Stadt Mahalaxmi entstand, 62.172 Einwohner (davon 31.071 männlich) in 14.930 Haushalten.